# The New Batman Adventures
As Novas Aventuras do Batman, conhecido como The New Batman Adventures (muitas vezes abreviado em inglês como TNBA) é uma série animada americana, é a seqüência de Batman: The Animated Series. Foi produzido pela Warner Bros. Animation e exibido na TV americana na  The WB. No lançamento comercial(em DVD) da série animada ela foi intitulada Batman: A Série Animada - Volume 4 e foi dado o tema de abertura da série anterior. A equipe é praticamente a mesma de 1992, quando estreou a série animada de Batman. O desenho apresenta somente uma temporada, e são acrescentados outros personagens à trama. O traço de Bruce Timm está mais firme, e as histórias estão mais sérias, sendo baseadas mais na atualidade, como a década de 1990, enquanto na primeira série animada as histórias eram um pouco mais juvenis, sendo baseadas nas histórias em quadrinhos da década de 1970.

## Formato
As novas aventuras do Batman foi produzida por Warner Bros. e começou a quase três anos mais tarde que Batman: A Série Animada deixou de ocorrer. Além disso, a série tem lugar na mesma época como Superman: The Animated Series. Esta última levou a ambos os programas para sair no ar ao mesmo tempo sob o nome de As novas aventuras de Batman e Superman.
Houve uma mudança importante no estilo de animação com a intenção de tornar o programa mais compatível com "Superman: A Série Animada". Além disso, o programa mostrou uma mudança na abordagem da série original, concentrando-se não tanto no Batman como os diferentes personagens que habitam Gotham City. O desenho era mais fluido, Batman a dar uma aparência mais suave; o símbolo original do morcego em preto no peito também foi utilizado, sem o amarelo oval. A aparência dos vilões seria modificada também. Por exemplo, o Coringa passou a ter a pele de um pálido azul verde de cabelos escuros e olhos pretos com alunos brancos. Outro caso foi o do Pinguim, foi redesenhado para se parecer com seu design clássico e não para o personagem interpretado por Danny DeVito no filme "Batman Returns" de 1992. A maioria dos personagens recebeu uma aparência mais macabra. O tom do programa variou de "sombrio e grave" e "claro e até mesmo encantador", com alguns dos episódios mais sombrios que estiveram em um desenho animado como "Over the Edge" apresentou a suposta morte de Batgirl em forma de sonho) e outras mais com mais diversão e luz.
O elenco foi preservado e supervisionado por Bruce Timm e Paul Dini, principalmente. Na série tinham vários episódios memoráveis; o mais famoso é talvez a adaptação dos quadrinhos chamada "Mad Love", que apresentou a origem da Arlequina e a sua dinâmica com o Coringa. Legends of the Dark Knight contava histórias do Batman - um estilo das histórias do anos 50 / 60, lembrando arcos do The Dark Knight Returns. Outros episódios incluídos além do já citado "Over the Edge", "Growing Pains"(o salto entre esta e a primeira série), "Old Wounds" e "Joker's Millions"(uma adaptação de uma história clássica da década de 1950 baseado na Detective Comics #180 em Fevereiro de 1952).

## História
As histórias nesta série animada tendem a dar mais foco para os parceiros e coadjuvantes do Batman, que incluem os personagens  Robin,  Asa Noturna e  Batgirl, entre outros. Os episódios apresentam também estrelas convidadas como Supergirl, Etrigan e  Rastejante; personagens que mais tarde apareceria com Batman em  Liga da Justiça e Liga da Justiça Sem Limites. 
Dois anos se passaram após o fim da série Batman: A Série Animada em Gotham City, e Batman continua sua cruzada contra o crime. Dick Grayson, por conta de divergências com Batman, assume a alcunha de Asa Noturna, e passa a agir por conta própria. Um novo Robin surge na pele de Tim Drake, filho de um capanga de Duas-Caras. O Pinguim passa a ser dono de uma casa noturna, de onde passa a fazer negócios com comerciantes ilegais, tais como o Crocodilo, fazendo parte da máfia de Gotham. O Senhor Frio consegue finalmente ressuscitar sua falecida esposa Nora Fries. O Chapeleiro Louco recruta animais de circo para realizar seus crimes. Bruce Wayne se casa com uma misteriosa mulher, que conheceu no casamento de sua melhor amiga, Veronica Vreeland. Um pirotécnico amorosamente frustrado se transforma no vilão Vagalume. Arlequina se torna comparsa de Hera Venenosa, que possui uma coloração verde no corpo, e é revelado o início da sua idolatria pelo Coringa. Batman enfrenta Klarion, um garoto feiticeiro satanista, com o auxílio do demônio Etrigan. O Coringa faz com que o jornalista Jack Ryder se transforme no  Rastejante, um excêntrico herói. Por fim, surge em Gotham um novo justiceiro(Duas Caras disfarçado), que vai capturando criminosos e os levando à justiça.

## Personagens
O artista Bruce Timm retrata os personagens de forma diferente. Bruce Wayne ganha olhos azuis,o Coringa perde a marca de batom em seu rosto e sua roupa do  está toda em verde e roxo, Hera Venenosa está com uma coloração esverdeada na pele, o Espantalho mudou de visual radicalmente, com uma túnica azul-claro, e uma corda de forca no pescoço, os uniformes de Batgirl e da Mulher Gato estão pretos. Barbara Gordon ganha traços mais femininos.O uniforme de Robin está quase que unicamente nas cores vermelho e preto. O rosto do Duas-Caras ganhou traços mais simples. O Charada é retratado completamente careca e sem máscara assim como nos quadrinhos. O Crocodilo aparenta ser mais forte, e está mais parecido com o réptil que o nomeia. A criminosa Mary Dahl perdeu as feições de bebê, ficando mais parecida com uma adulta, porém ainda pequena como uma criança. O Senhor Frio adquire feições mais sombrias, por conta de sua angústia, retratada num dos episódios. O Chapeleiro Louco fica mais parecido com o personagem de Lewis Carrol, além de mais baixo, assim como o personagem do livro, objeto de sua obsessão. O fiel mordomo Alfred Pennyworth está com os cabelos completamente brancos, aparentando ser mais velho, assim como o prefeito Hamilton Hill. Ao contrário destes, o empresário Lucius Fox e o Comissário Gordon aparentam estarem bem mais novos.